# Конткур
Конткур (фр. Contescourt) насеље је и општина у североисточној Француској у региону Пикардија, у департману Ен (Пикардија) која припада префектури Сен Кентен.
По подацима из 2011. године у општини је живело 64 становника, а густина насељености је износила 18,71 становника/km². Општина се простире на површини од 3,42 km². Налази се на средњој надморској висини од 96 метара (максималној 101 m, а минималној 67 m).

## Демографија
| 1962. | 1968. | 1975. | 1982. | 1990. | 1999. | 2011. |
| ----- | ----- | ----- | ----- | ----- | ----- | ----- |
| 51    | 73    | 70    | 74    | 79    | 74    | 64    |

График промене броја становника у току последњих година